# Buró de Crédito (México)
El Buró de Crédito es una empresa mexicana constituida como sociedad de información crediticia, dedicada a integrar y proporcionar información –previo a la concesión de un crédito–, cuyo objetivo principal es integrar el historial crediticio de personas y empresas que hayan solicitado algún tipo de crédito, financiamiento, préstamo o servicio.

## Historia
- En 1996, surge como Trans Unión de México S. A., que sólo trataba a personas (personas físicas).
- En 1998, con la incorporación de Dun & Bradstreet S. A. comenzó a tratarse a las personas morales, es decir, a las empresas.

## Marco regulatorio
El Buró de Crédito está regido por la Ley para Regular las Sociedades de Información Crediticia y las Reglas Generales para Sociedades de Información Crediticia. La Secretaría de Hacienda y Crédito Público (México), el Banco de México y la Comisión Nacional Bancaria y de Valores revisan el cumplimiento de las mismas.

## Reporte de crédito especial
Para conocer el estatus de su información, las personas deberán solicitar un reporte de crédito especial.
Este documento contiene el historial de los créditos que se tienen o han tenido en los últimos 72 meses. Se muestran, por ejemplo, la fecha de apertura y de cierre, el saldo y si éstos han sido pagados puntualmente o si han tenido retrasos. También contiene, el nombre completo de la persona, la fecha de nacimiento o constitución, el domicilio particular y del empleo.
Para obtenerlo, es necesario proporcionar los datos de alguno de los créditos (en caso de tenerlos) y, conforme al marco legal, se tienen derecho a un reporte gratuito cada 12 meses. Si no está de acuerdo con la información que contiene dicho reporte, podrá presentar una reclamación, la que deberá resolverse, a más tardar, en 45 días naturales.

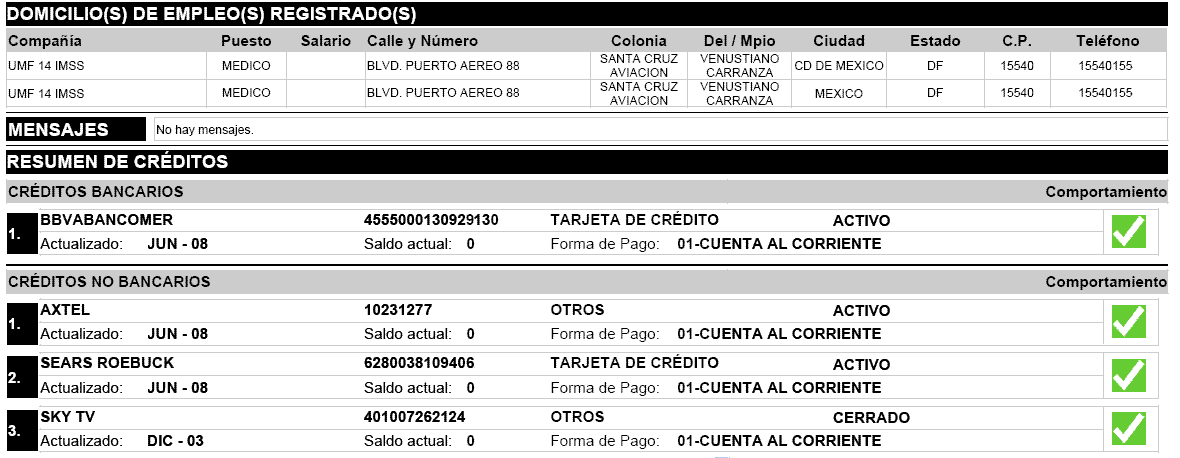
Vista del reporte especial para personas físicas.